# Сан-Мігель (річка)
Сан-Мігель, або Ітонамус, або Сан-Жуліан (ісп. Rio Itonomas) — річка у Болівії протікає у департаментах Санта-Крус та Бені — ліва притока річки Гуапоре, правої притоки річки Маморе. Належить до водного басейну Мадейри → Амазонки → Атлантичного океану.

## Географія
Річка починає свій витік в околиці озера Консепсьйон, в департаменті Санта-Крус під іменем Сан-Мігель або Сан-Жуліан. Спочатку тече на північний захід, а потім на північ — північний захід, на ділянці у 694 км, до кордону департаменту Бені. Далі на ділянці у 289 км — має ім'я Сан-Пабло. В нижній течії на відрізку у 510 км, до самого впадіння у річку Гуапоре має ім'я — Ітонамус.
Річка має загальну довжину 1 493 км. Середньорічна витрата води в гирлі становить 615 м³/с. Площа басейну — 70 000 км², а з басейном річки Парапеті — 123 853 км². Живлення дощове.

## Притоки
Річка Сан-Мігель на своєму шляху приймає воду багатьох приток, найбільші із них:
- Санта-Барбара
- Парапеті (500 км, 61 903 км², 80 м³/с)
- Кюзер (80 км)
- Мачупо (290 км, 11 600 км², 160 м³/с)